# Intermodalité
Cet article concerne le transport de voyageurs. Pour la notion apparentée dans le transport de marchandises, voir Transport intermodal.

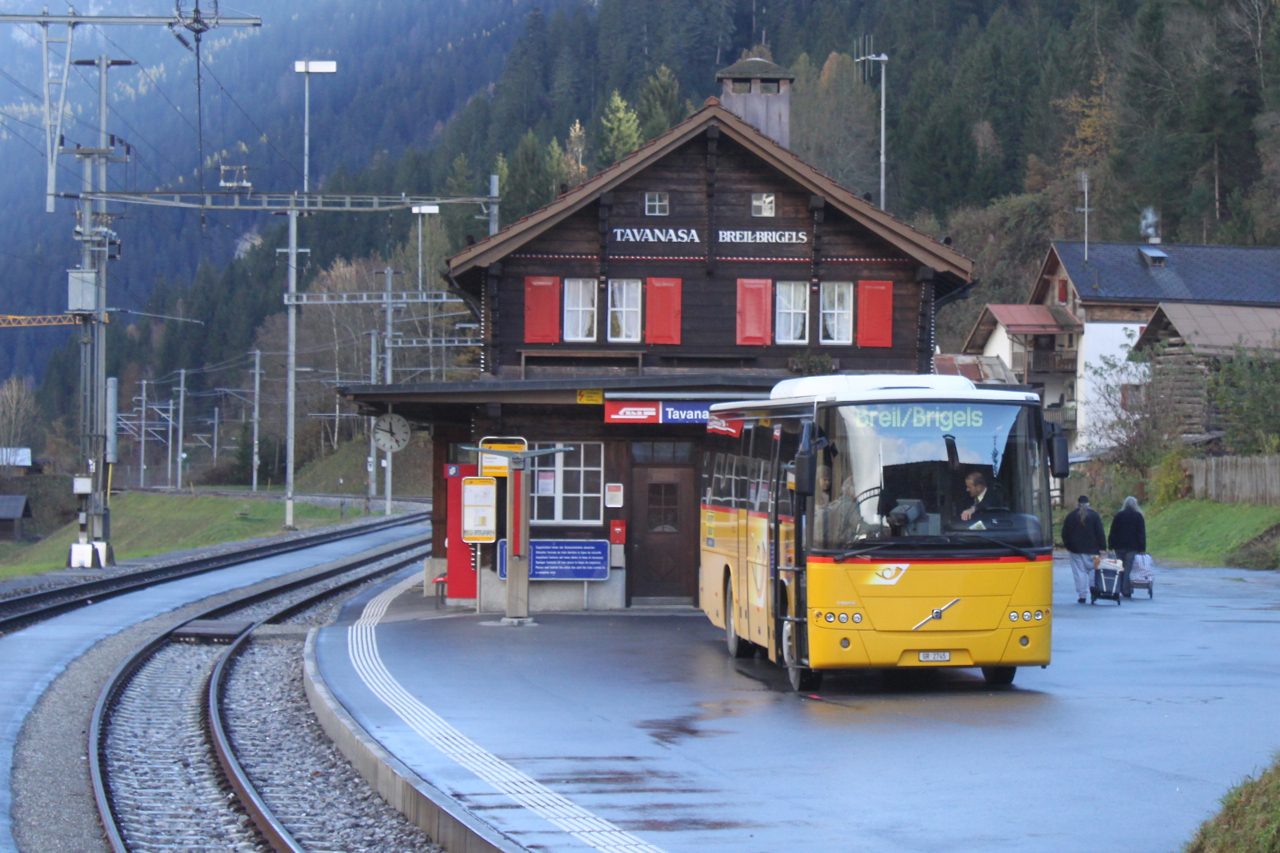
Un bus CarPostal devant une gare ferroviaire en Suisse.

L'intermodalité est l'utilisation de plusieurs modes de transport au cours d'un même déplacement. On parle plus spécifiquement de technologie et/ou d'autorité organisatrice différentes.

## Objectifs

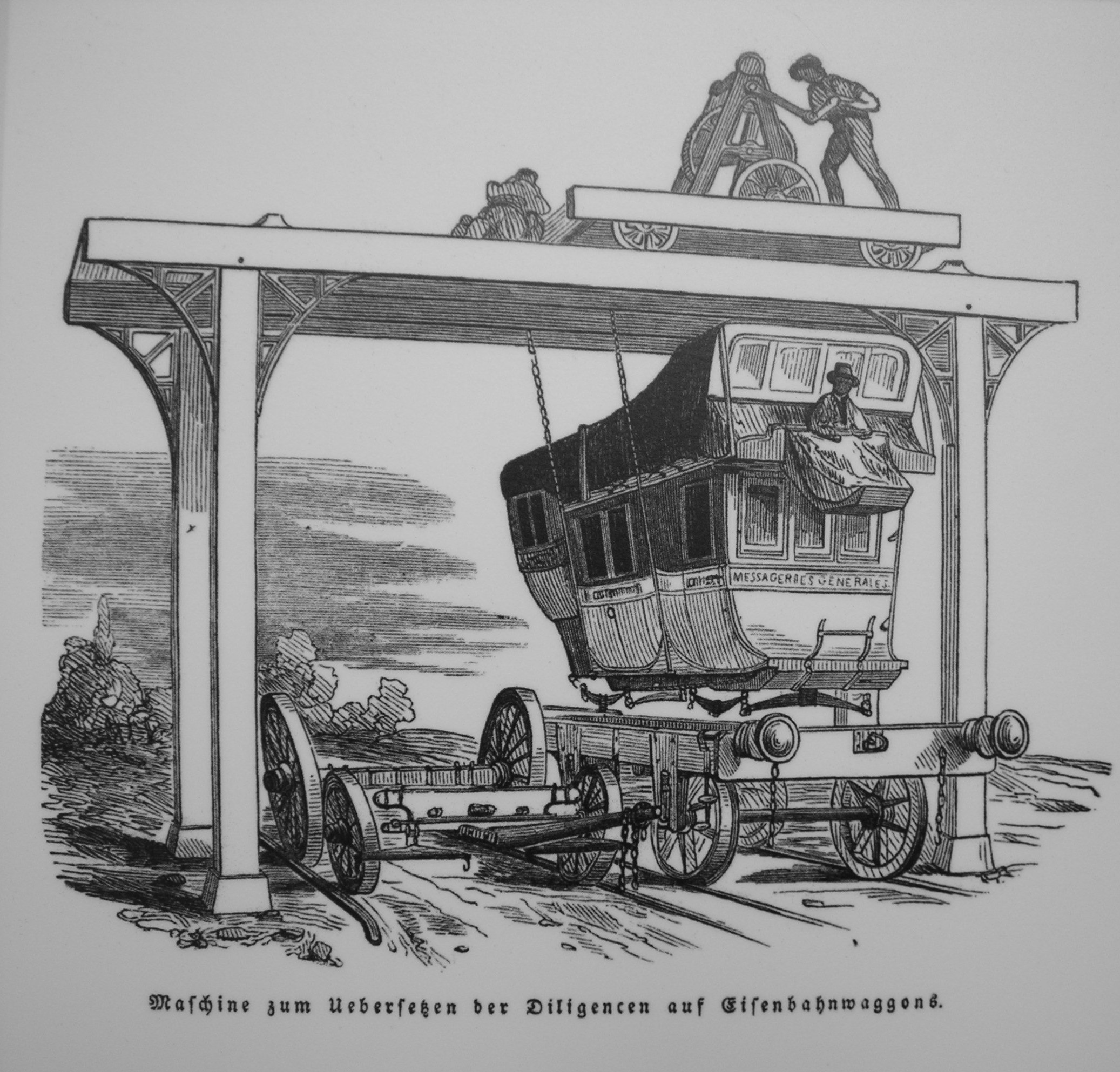
Version ancienne d'intermodalité fer-route.

Le transport de voyageurs a toujours été intermodal. Les gens pouvaient ainsi passer de la diligence à un bac pour traverser une rivière trop profonde. Au XIXe siècle les gens changeaient du train au bateau à Dieppe pour traverser la Manche[réf. nécessaire]. C'est un premier type d'intermodalité, que l'on pourrait qualifier de franchissement : on change de mode de déplacement à cause de contraintes du terrain. On cherche à éviter ces ruptures de charge par des aménagements (pont, tunnel). On la retrouve par exemple dans le réseau ferré : ligne non électrifiées pour le TGV, prolongement en bus d'une ligne déclassée pour le transport voyageur… Elle peut aussi être due à des contraintes économiques (terminus d'une ligne en transport lourd car le prolongement est peu fréquenté et qu'il est préférable d'employer un véhicule moins capacitaire) ou organisationnelle (non diametralisation de deux lignes pour éviter la propagation des retards) voire politique (ligne qui s'arrête à la frontière entre deux pays).
Le deuxième type d'intermodalité est né avec le développement du chemin de fer et de ses gares. Aujourd'hui un réseau de transport en commun dessert des arrêts répartis le long des lignes. Ils sont éloignés les uns des autres d'une distance allant de quelques centaines de mètres pour un réseau urbain à plusieurs centaines de kilomètres pour les aéroports transcontinentaux. Se pose alors la question de la desserte des territoires situés plus loin de ces arrêts, dès lors que la distance à parcourir est supérieure à ce que l'on considère comme acceptable pour les piétons (quelques centaines de mètres dans les villes occidentales). C'est l'intermodalité de rabattement.
L'objectif est de renforcer la part modale des modes de transport pratiques et présentant un bilan environnemental favorable, en matière de consommation d'énergie et de décarbonation des transports. Il convient d'augmenter le taux d'occupation ou de remplissage des véhicules efficaces énergétiquement ou dont l'énergie est durable,. L'intermodalité aspire à la fin d’un modèle unique, le tout-voiture ou le tout-camion. Le chercheur en transports Aurélien Bigo établit une hiérarchie des modes de transport selon leur durabilité, qui commence par la marche, puis le vélo. Puis viennent les transports en commun ferroviaires puis routiers. La liste se clôt par la voiture partagée et le covoiturage, puis la voiture individuelle et, en dernière position, l’avion. Ce faisant, le chercheur reprend la pyramide inversée de la mobilité. L'amélioration de l'accès au premier et au dernier kilomètre peut réduire la dépendance à la voiture.
La part du transport intermodal reste faible : 1,7 % de l'ensemble des transports en France en 1994, 11 % pour la région parisienne.

### Évolution des réseaux de transport

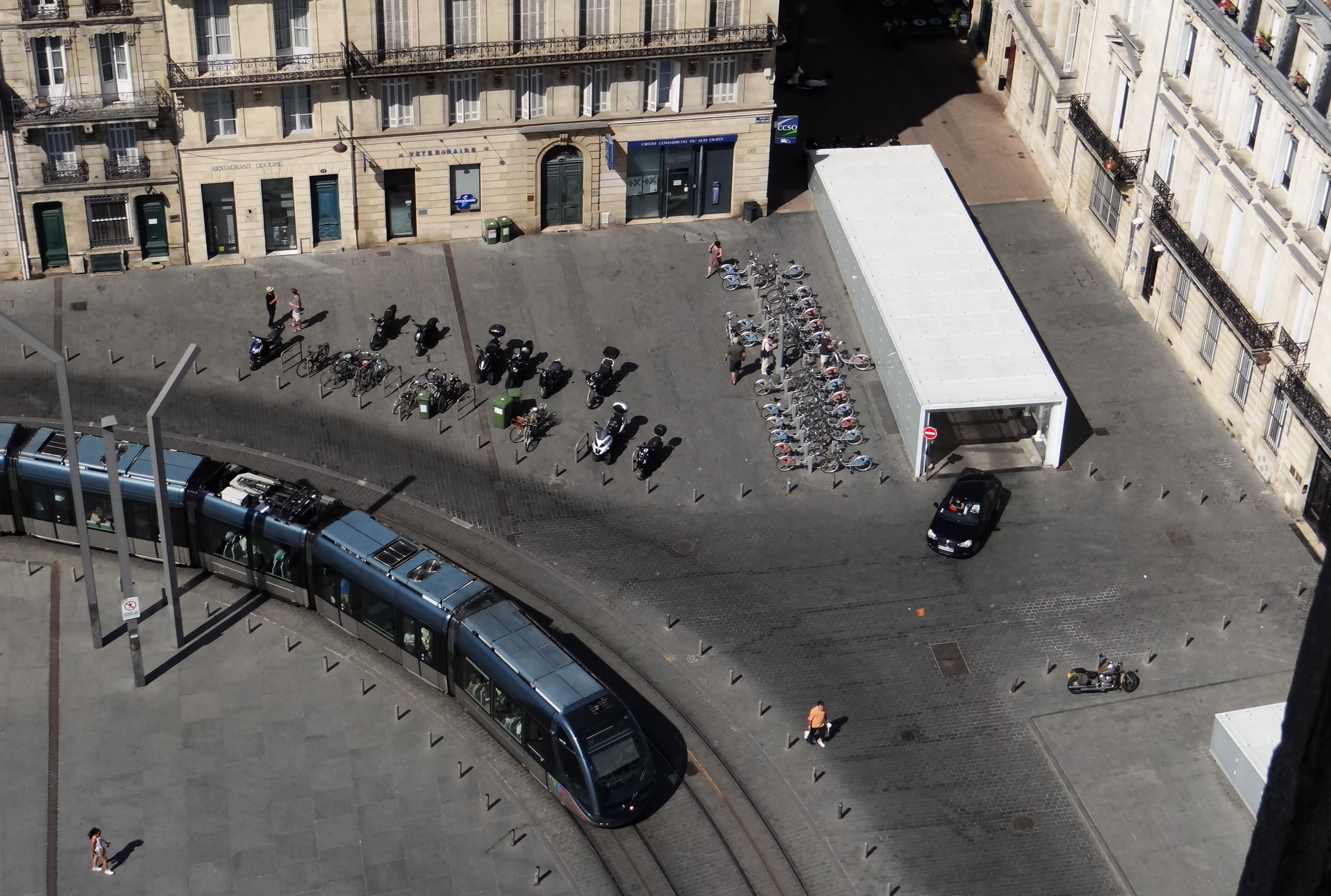
Place Pey-Berland, à Bordeaux, divers modes de transport : tram, vélo, voiture, moto, marche à pied.

Les réseaux de transports modernes coûtent de plus en plus cher. La logique visant à réduire ces coûts conduit à les hiérarchiser de plus en plus pour réduire le nombre de lignes et/ou de nœuds du réseau. L'intermodalité permet d'accompagner cette réduction des nœuds en superposant au premier réseau, un réseau de transport plus local qui permet de diffuser l'effet du nœud de transport sur un territoire plus vaste.
Un exemple caractéristiques de cette hiérarchisation est la mise en place de principe des plate-forme de correspondance dans le transport aérien. Elles ont entrainé l'émergence de grands aéroports où sont synchronisés les horaires des vols intérieurs et des vols « longs courriers », qui atterrissent et décollent par vague. Autour se développent des aéroports secondaires qui sont en correspondance avec les vols transcontinentaux par le premier aéroport.
Au niveau local, l'intermodalité entraine donc également l'émergence d'un réseau polarisé autour de la gare intermodale.

## Mise en place
Le déplacement intermodal se traduit à travers cinq éléments généraux :
- la chaîne de transport
- l'offre et son environnement
- l'interface
- le marketing
- la logistique

Tous ces aspects sont essentiels pour le succès de la mise en place d'un pôle d'échanges. L'intermodalité est par définition contraignante pour l'usager : celui-ci doit changer de mode de transport (rupture de charge). La SNCF estime que le désagrément ressenti par le voyageur devant subir une correspondance est équivalent à 1 h 30 min de trajet supplémentaire.
Il est donc nécessaire de contrebalancer cet inconvénient par une réelle valeur ajoutée sur le plan de la performance de l'offre de transport sur chacun des points vus plus haut.

### La chaîne de transport
La chaîne de transport est la somme des différents modes de déplacement utilisés; en jargon des transports, on parle de « chaînage ». On peut ainsi avoir un schéma d'intermodalité où les usagers arrivent à vélo ou en bus pour prendre le train. Les variables de cet élément sont la vitesse, la capacité, le confort, etc. En situation d'intermodalité, il est nécessaire de choisir une stratégie pour optimiser le transport.

#### Entre transports collectifs
Il s’agit souvent d’une correspondance entre deux réseaux d’amplitude différent : TGV ou court-courrier et avion intercontinental ; train régional ou bus interurbain et TGV ; réseau urbain et train. On parle aussi de rabattement.

#### Transports individuels

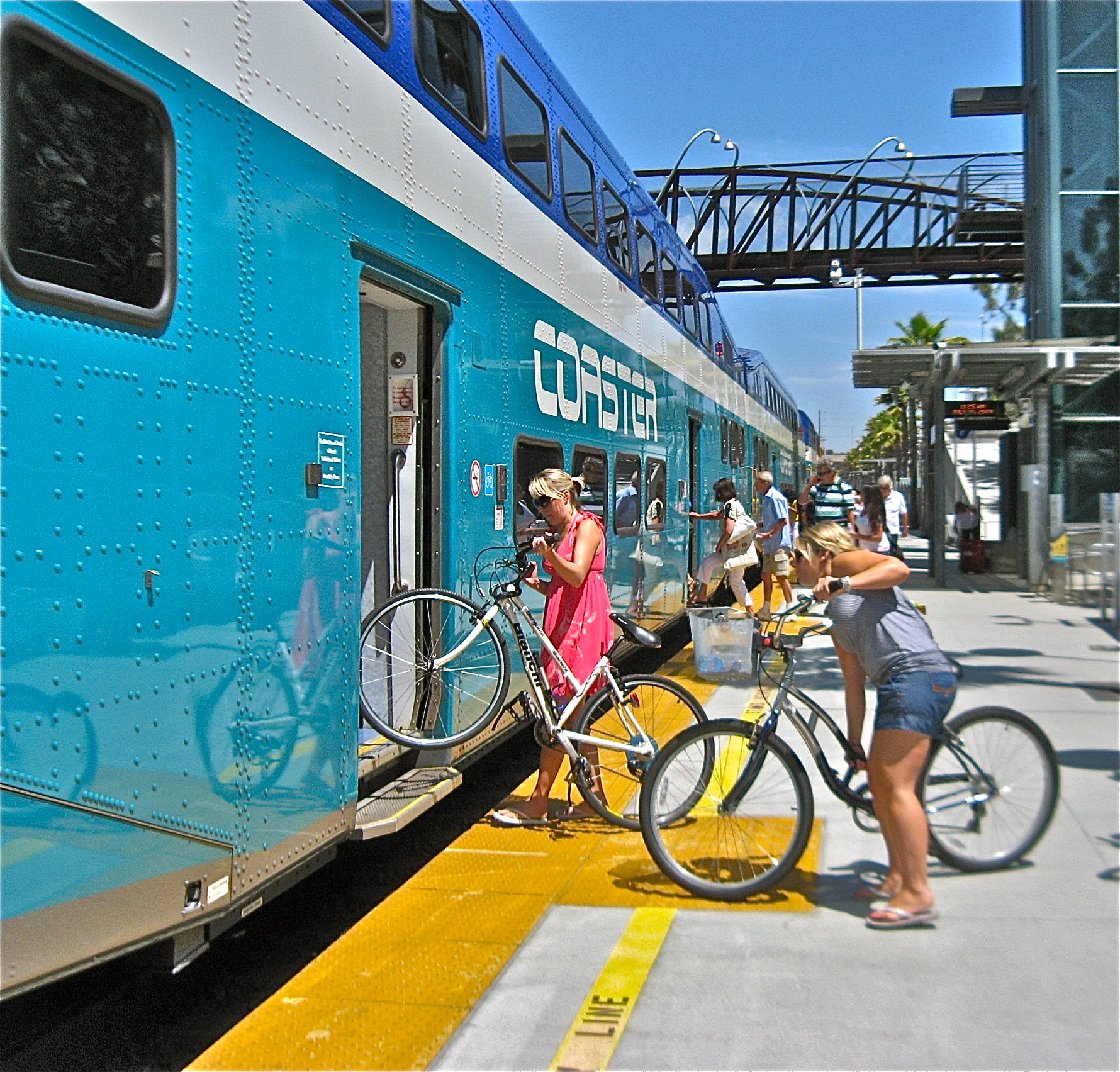
Chargement de vélo dans un train.

On considère généralement que l'intermodalité implique au moins l'utilisation d'un mode de transport collectif ; l'enchainement de deux mode de transports individuels ne nécessitant pas d'organisation particulière. Elle peut cependant faire l'objet d'une réflexion des aménagements publics, par exemple par la création d'un service de vélopartage dans un parc relais.
Les transports individuels sont souvent utilisés pour rejoindre la gare de départ, le plus souvent la voiture, ce qui nécessite la mise en place de parc relais. Les municipalités tentent souvent de promouvoir des modes de déplacement alternatif, principalement le vélo.
Si certaines technologies, par exemple le vélo pliant, ou des offres commerciales comme le service auto-train permettent d’amener un moyen de transport individuel avec soi, le voyageur ne dispose en général pas de moyen de transport individuel dans la gare de destination. Il devra alors recourir, si on ne lui offre pas de transports collectifs adaptés, à la location de voiture ou de vélo ou à un service de taxi par exemple. On peut cependant citer l’exception des navetteurs, qui, faisant quotidiennement le même trajet, qui peuvent par exemple laisser un deux roues à demeure dans leur gare de destination.

### L’offre
L'offre et son environnement correspond à la localisation (où ?) et au temps (quand ?). Les variables de ces éléments sont le nombre de stationnement, les itinéraires, les horaires, les correspondances et la durée du trajet. Il est nécessaire que l'offre soit lisible pour que l'usager sache utiliser l'intermodalité.

### L’interface
L'interface correspond à l'aménagement, l'information locale et les infrastructures annexes. Par exemple une gare permet souvent de faire l'interface entre les TC, les voitures et le train. Les variables sur lesquelles on va jouer pour cet élément de l'intermodalité sont l'interconnexion des réseaux TC, le stationnement des vélos, l'accessibilité marche à pied et les commerces. L'important est d'avoir une interface qui diminue au maximum les inconvénients.

#### Pôle d'échange

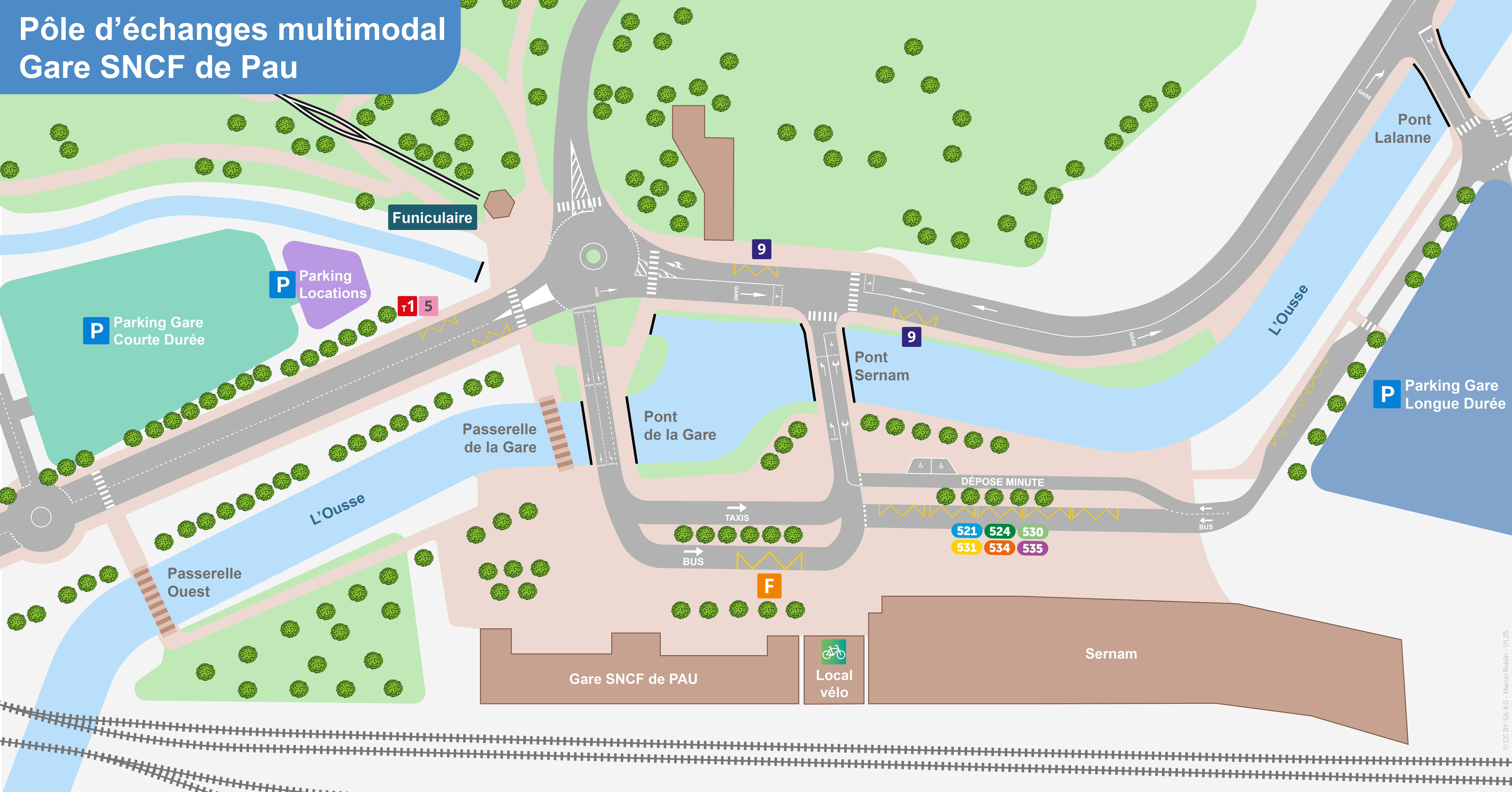
Pôle d'échange de la gare de Pau.

Les pôles d'échanges sont les lieux où l'on change de mode de transport, dans le domaine du transport de passagers.
Les correspondances quai-à-quai sont un véritable atout, mais souvent les points de montée et de descente des deux modes de transport ne sont pas exactement au même endroit. Il faut prévoir un cheminement entre les deux arrêts, si possible à l'abri des intempéries, et sans obstacles pour les voyageurs encombrés ou à mobilité réduite. Si la distance est plus longue il faut prévoir une assistance, par exemple par un tapis roulant ou par un transport hectométrique.
La durée de correspondance est également importante. Trop courte, elle risque de poser des problèmes aux usagers occasionnels ou à mobilité réduite, sans parler du risque de retard d’un des modes de transports. Trop longue, elle peut être rebutante. Les services en gare (presse, restauration…) peuvent rendre plus acceptable ce temps de correspondance.
Il faut aussi prendre en compte les situations dégradées, c'est-à- dire en cas de retard. Les correspondances peuvent être assurées par l'attente du second véhicule, ou la fréquence des services permettre d'emprunter le véhicule suivant sans perte de temps trop pénalisante. Ces solutions, conjuguées à la probabilité de retard du premier véhicule, permettent d'estimer le temps de correspondance idéal.

#### Trinôme d'interconnexion
Dans un transport en commun, chaque arrêt dégrade les performances globales de la ligne. On cherche donc à placer les pôles d'échanges dans les centres urbains pour mutualiser les arrêts des voyageurs en correspondances et de ceux qui ont pour origine ou destination le centre-ville. Cela a par ailleurs l'intérêt de le placer au cœur du réseau de transports urbain, optimisant la desserte de l'ensemble des habitants de l'agglomération.
Des contraintes environnementales (aéroports), géographiques (port), historiques (gare excentrée) ou politiques (compétition entre deux villes qui conduit à positionner un équipement à mi-distance) peuvent conduire à un réseau bicéphale comprenant :
- un pôle d'échange urbain, souvent une gare centrale accueillant trains régionaux et éventuellement nationaux, transports collectifs urbains et périurbains, parking… ;
- un pôle d'échange extra-urbanisé, par exemple un aéroport ;
- une liaison entre les deux pôles.

On retrouve les éléments du trinôme d'interconnexion, défini par le géographe Jean Varlet.

### Le marketing
Le marketing correspond à l'information générale, la politique tarifaire, la promotion et la vente. Par exemple, Rennes Métropole, par l'intermédiaire de son réseau de transports, encourage l'intermodalité par des tarifs intéressants, des abonnements adaptés et une forte information auprès des clients (carte Korrigo). Ainsi pour cet élément, les variables sont le plan du réseau, les horaires, la billettique, les points de vente. Il est important de faciliter l'utilisation du pôle d'échanges.
La facturation, par un billet unique, peut être un élément incitatif. Un plan, des fiches horaires indiquant les correspondances, ou un calculateur d’itinéraire peuvent également être une aide au voyage.

### La logistique
La logistique correspond à la gestion des flux physiques et informationnels.

### Sociétés spécialisées dans l'intermodalité de longue distance
- Trainline : société spécialisée dans la revente de billets ferroviaire en Europe. Leur algorithme combine les billets de train et de bus afin de proposer des trajets avec des prix plus attractifs qu'un trajet exclusivement train.
- Combigo : société française qui combine les billets d'avion, bus, train, covoiturage et ferry. Leur algorithme interconnecte presque toutes les villes françaises à des villes internationales (exemple : Mâcon à New York avec un train et un avion).
- Qixxit : société allemande qui combine les billets d'avion, bus et train. Leur algorithme est très performant au départ ou à l'arrivée d'une ville allemande, et permet d'obtenir des prix plus attractifs qu'un voyage exclusivement avion.

## Notions apparentée
On emploie le terme de multimodalité pour envisager plusieurs déplacements ou chaînes de transport distincts empruntant chacun un mode ou une combinaison de modes différents.